# Capture du San Joaquin
Guerre de Succession d'Espagne
Batailles
Campagnes de Flandre et du Rhin
- Landau (1702)
- Friedlingen (1702)
- Kehl (1703)
- Ekeren (1703)
- Höchstädt (1703)
- Spire (1703)
- Schellenberg (Donauworth) (1704)
- Blenheim (1704)
- Landau (1704)
- Vieux-Brisach (1704)
- Eliksem (1705)
- Ramillies (1706)
- Stollhofen (1707)
- Cap Béveziers (1707)
- Cap Lizard (1707)
- Audenarde (1708)
- Wynendaele (1708)
- Lille (1708)
- Gand (1708)
- Malplaquet (1709)
- Douai (1710)
- Bouchain (1711)
- Denain (1712)
- Bouchain (1712)
- Douai (1712)
- Landau (1713)
- Fribourg (1713)

Campagnes d'Italie
- Carpi (1701)
- Chiari (1701)
- Crémone (1702)
- Luzzara (1702)
- Verceil (1704)
- Cassano (1705)
- Nice (1705-1706)
- Calcinato (1706)
- Turin (1706)
- Castiglione (1706)
- Toulon (1707)
- Gaeta (1707)
- Cesana (1708)
- Syracuse (1710)

Campagnes d'Espagne et de Portugal
- Cadix (1702)
- Vigo (navale 1702)
- Cap de la Roque (1703)
- Gibraltar (août 1704)
- Ceuta (1704) (es)
- Málaga (1704)
- Gibraltar (1704-1705)
- Marbella (1705)
- Montjuïc (1705)
- Barcelone (1705)
- Badajoz (1705)
- Barcelone (1706)
- Murcie (1706) (es)
- El Albujón (1706) (es)
- Santa Cruz de Ténérife (1706) (en)
- Almansa (1707)
- Xàtiva (1707)
- Ciudad Rodrigo (1707) (en)
- Lérida (1707)
- Tortosa (1708)
- Minorque (1708)
- Gudiña (1709)
- Almenar (1710)
- Saragosse (1710)
- Brihuega (1710)
- Villaviciosa (1710)
- Barcelone (1713-1714)

Campagnes de Hongrie
- Saint-Gotthard (1703) (en)
- Biskupice (1704) (en)
- Smolenice (1704) (en)
- Koroncó (1704) (en)
- Zsibó (1705) (en)
- Saint-Gotthard (1705) (en)
- Trenčín (1708) (en)

Antilles et Amérique du sud
- Santa Marta (1702)
- Guadeloupe (1703)
- Nassau (1703)
- Colonia del Sacramento (1704)
- Carthagène (1708)
- Rio (1710)
- Carthagène (1711)
- Rio (1711)
- Cassard (1712)

La capture du San Joaquin également connue sous le nom de deuxième bataille de Carthagène est une bataille navale qui a lieu au large de Carthagène des Indes, aujourd'hui en Colombie. Elle oppose une escadre britannique composée de cinq vaisseaux de ligne à un galion espagnol et à un bâtiment de plus petite taille. Après un combat d'un peu moins d'une heure, le galion espagnol abaisse son pavillon, ce dernier avait déjà combattu lors de la bataille de Baru (connue côté britannique sous le nom de Wager's Action) près de trois ans auparavant et avait réussi à échapper de peu à la capture.

## Prélude
À la fin du mois de mai 1711, une escadre placée sous les ordres du chef d'escadre français Jean-Baptiste du Casse arrive à Carthagène des Indes avec pour mission d'escorter la flotte des Indes en Espagne. Le 3 août 1711, son escadre met les voiles et quitte. Les galions sous escorte avaient pour nom : San Joaquin de 64 canons commandé par l'amiral Miguel Agustin Villanueva, le Saint-Michel de 70 canons, commandé par Jean-Baptiste du Casse, l’Hercule de 60 canons commandé par Broglie et la frégate Griffon de 44 canons, commandée par le capitaine Turroble.
Peu de temps auparavant, le 26 juillet, le Commodore James Littleton (en) avait quitté Port Royal en Jamaïque à la tête d'une escadre composée du HMS Salisbury de 50 canons, vaisseau amiral de Littleton, commandé par le capitaine Francis Hosier, le Salisbury Prize (en) de 50 canons commandé par Sir Robert Harland (en), le HMS Jersey de 60 canons commandé par le capitaine Edward Vernon, le HMS Newcastle de 50 canons commandé par le capitaine Sampson Bourne, le HMS Weymouth de 50 canons commandé par le capitaine Richard Lestock, le HMS Anglesey de 50 canons commandé par le capitaine Thomas Legge et la frégate Fowey de 40 canons commandé par le capitaine Robert Chadwick.

## Déroulement
Du Casse avait laissé la frégate La Gaillarde à Carthagène des Indes pour assurer la défense de la ville. Lorsque la flotte franco-espagnole quitte la ville, elle est rapidement aperçue par les vigies de Littleton, mais une tempête se lève et les deux flottes sont dispersées. Le gros de la flotte franco-espagnole regagne Carthagène des Indes sans avoir pu en avertir l'amiral Villanueva. Le 7 août, le galion San Joaquin, ainsi qu'un bâtiment plus petit, sont définitivement séparés du reste de la flotte lorsqu'une escadre apparait à l'horizon. Villanueva pense alors qu'il s'agit de Du Casse qui le rejoint enfin alors qu'il s'agit en réalité de l'escadre de Littleton.
Lorsque Villanueva réalise son erreur, il est trop tard pour prendre la fuite et il doit faire face à l'escadre britannique. Le combat qui s'ensuit dure moins de 20 minutes avant que le San Joaquin ne soit complètement démâté et compte de nombreuses victimes à son bord. Villanueva, qui est à présent entouré par toute l'escadre britannique, est mortellement blessé par un tir de mousquet et ordonne d'abaisser le pavillon. Littleton passe du Salisbury à bord du San Joaquin pour assister à la reddition. Vernon sur le HMS Jersey capture le petit bâtiment espagnol qui tentait de s'échapper. Les parts de prise du galion sont partagées entre les capitaines et l'escadre britannique rentre à Port Royal. Sur ordre du roi Philippe V, le trésor est transféré à bord des vaisseaux français. Trois jours après le combat, Du Casse, ayant appris la perte du San Joaquin, quitte Carthagène et divise ses forces ; il en envoie une partie en Martinique, puis à Pensacola et prend lui la direction de l'Espagne qu'il rejoint sans encombre.

## Sources et bibliographie
- (en) Cet article est partiellement ou en totalité issu de l’article de Wikipédia en anglais intitulé « Capture of the San Joaquin » (voir la liste des auteurs).
- (en) David Marley, Wars of the Americas : A Chronology of Armed Conflict in the Western Hemisphere, Santa Barbara, Californie, ABC-CLIO, 2008, 1112 p. (ISBN 978-1-59884-100-8, lire en ligne)
- (es) Carla Rahn Phillips, El tesoro del San José : Muerte en el mar durante la Guerra de Sucesión española, Johns Hopkins University Press, 2010, 339 p. (ISBN 978-84-92820-16-0, lire en ligne)
- Michel Vergé-Franceschi (dir.), Dictionnaire d'Histoire maritime, éditions Robert Laffont, coll. « Bouquins », 2002, 1508 p. (ISBN 2-221-08751-8 et 2-221-09744-0)
- Onésime Troude, Batailles navales de la France, t. 1, Paris, Challamel aîné, 1867-1868, 453 p. (lire en ligne)
- Charles La Roncière, Histoire de la Marine française : Le crépuscule du Grand règne, l’apogée de la Guerre de Course, t. 6, Paris, Plon, 1932, 674 p. (lire en ligne)